# Herluf Trolle-klassen
 For alternative betydninger, se Herluf Trolle (flertydig). (Se også artikler, som begynder med Herluf Trolle)
Herluf Trolle-klassen var den danske marines første – og eneste – serie af næsten identiske kystforsvarsskibe.
Klassens tre skibe nåede at have mange betegnelser, først benævnt som "panserskibe", dernæst, fra 1911, som "pansrede kystforsvarsskibe", fra 1912 blot som "kystforsvarsskibe", så i 1922 som "orlogsskibe" og endelig blev de to overlevende enheder fra 1932 kaldt "artilleriskibe".
Med Herluf Trolle og de to søsterskibe Olfert Fischer og Peder Skram fik Marinen endelig den serie ensartede panserskibe, man havde ønsket sig i flere år. Designmæssigt var klassen en videreudvikling af kystforsvarsskibet Skjold, men med to svære kanoner i stedet for én, kraftigere mellemsvært skyts og større maskinkraft. Skibene blev designet individuelt over en periode på 10 år, og den teknologiske udvikling i tidsrummet blev afspejlet i løbende forbedringer af artilleri, maskineri og panser.
De tre skibe var opkaldt efter de danske søhelte Herluf Trolle, Olfert Fischer og Peder Skram.

## Tjeneste
Skibene havde en aktiv karriere i Marinen og deltog i adskillige sommer- og vintereskadrer. Under 1. verdenskrig udgjorde de sammen med Skjold rygraden i den sikringsstyrke, der bevogtede de danske minefelter og markerede den danske neutralitet. Marinens store enheder gjorde på skift tjeneste i 1. eskadre i Øresund og 2. eskadre i Storebælt.
Herluf Trolle og Olfert Fischer udgik af flådens tal i løbet af 1930'erne, mens Peder Skram stadig var aktiv, da 2. verdenskrig brød ud. Den 29. august 1943 lå Peder Skram på Holmen under Mastekranen, hvor den blev sænket af sin besætning. Fotografier af det sænkede Peder Skram ved Mastekranen er nok det mest kendte motiv fra Flådens sænkning. Saltvandet ødelagde skibets maskiner, men tyskerne var i stand til at hæve det sænkede skib og slæbe det til Tyskland, hvor det kom til at fungere som artilleriskoleskib. Her blev det kort før krigens afslutning sænket.
Efter 2. verdenskrig blev Peder Skram i 1945 slæbt hjem til Flådestation Holmen, hvor det lå indtil det blev ophugget i 1949.
| Navn           | Kølen lagt       | Søsat             | Indgået      | Navngivet af | Skæbne                                            |
| -------------- | ---------------- | ----------------- | ------------ | ------------ | ------------------------------------------------- |
| Herluf Trolle  | 20. juli 1897    | 2. september 1899 | 7. juni 1901 |              | Udgået 30. april 1932                             |
| Olfert Fischer | 20. oktober 1900 | 9. maj 1903       | 31. maj 1905 |              | Udgået 1936                                       |
| Peder Skram    | 25. april 1905   | 2. maj 1908       | efterår 1909 |              | Sænket den 29. august 1943 under flådens sænkning |